# Kinski (Band)
Kinski ist eine amerikanische Rockband aus Seattle. Ihr Sound ist über weite Strecken instrumental und kann dem Noise-Rock zugerechnet werden. Vergleichbare Künstler sind Sonic Youth, Kyuss und Queens of the Stone Age.

## Geschichte
Die Gründung von Kinski im Jahr 1998 geht angeblich auf eine Kneipen-Diskussion zwischen Chris Martin und Lucy Atkinson zurück, ob analog oder digital das bessere Aufnahmeverfahren sei. In diesen Streit mischte sich der Barkeeper Dave Weeks ein, der später zum Drummer der Gruppe avancierte. Im Verlauf des Gesprächs stellte sich heraus, dass alle einen ähnlichen Musikgeschmack teilten und sie beschlossen eine Band zu gründen.
1999 stieß Mattew Reid Schwartz zur Band, der neben seiner Gitarre auch Keyboard und Flöte beherrscht. Im selben Jahr erschien das Debütalbum Space Launch For Frenchie, das in Eigenregie vertrieben wurde. 2001 veröffentlichten Kinski unter dem Label Pacifico ihr zweites Album Be Gentle With The Warm Turtle. Darauf folgten 2002 die EP Semaphore und 2003 mit Airs Above Your Station das dritte Studioalbum, das neben einem Split mit Acid Mothers Temple unter dem bekannten Seattler Label Sub Pop erschien.
Nach Beendigung der Aufnahmen zu diesem Album verließ Dave Weeks die Gruppe und wurde am Schlagzeug durch Barrett Wilke ersetzt.
2004 folgte mit Crickets and Fireflies ein weiteres Split-Release zusammen mit den Bands Paik und Surface of Eceon, sowie das vierte Album Don't Climb on and Take the Holy Water.
2005 erschien mit Alpine Static das fünfte Studioalbum, welches die Aufmerksamkeit von Maynard James Keenan auf sich zog, der Kinski daraufhin einlud, während der 10,000 Days-Tour von Tool 2007 als Vorgruppe zu eröffnen.
Das bis dato letzte Album, Cosy Moments, erschien 2013.

## Diskografie

### Alben
- Space Launch for Frenchie (1999, Neuauflage 2005)
- Be Gentle With the Warm Turtle (2001, Neuauflage 2005)
- Airs Above Your Station (2003)
- Don't Climb on and Take the Holy Water (2004)
- Alpine Static (2005)
- Down Below It's Chaos (2007)
- Cosy Moments (2013)

### Singles
- Penthouse Suite (2001)
- Guess I'm Falling In Love (2004)

### EPs
- Semaphore (2002)

### Splits
- Kinski / Acid Mothers Temple (2003)
- Crickets and Fireflies (2004, mit Paik und Surface of Eceon)